# Studio Sol
Fundada em Belo Horizonte, em 2000, por Sam Vignoli e Gabriel Fernandes, a Studio Sol é proprietária do Cifra Club, Palco MP3 e Letras.mus.br.
Também faz o Guitar Battle, Fórum Cifra Club e Forme Sua Banda.

## A Studio Sol
A Studio Sol é a empresa brasileira de tecnologia que desenvolve serviços digitais gratuitos para pessoas que amam música. São eles: Cifra Club, Palco MP3, Letras.mus.br (atualmente a marca atua com operação autônoma), A Palheta Perdida, Ouvir Música, Guitar Battle, Fórum Cifra Club e Forme Sua Banda. Criada em Fevereiro de 2001, impulsionada pela expansão que ocorria com o Cifra Club, a Studio Sol foi fundada por Samuel Vignoli e Gabriel Fernandes na capital de Minas Gerais, cidade de Belo Horizonte. 
Como empresa brasileira líder em download de aplicativos e Top Developer na Google Play, os objetivos da Studio Sol focam na melhoria constante da experiência do usuário com a música, seja acesso via desktop ou dispositivos móveis. Seus sites, aplicativos e ferramentas atendem pessoas de todas as idades e todos os estilos, desde quem quer aprender a tocar um instrumento musical, quer divulgar a banda que faz parte até quem deseja ouvir playlists especiais ou gosta de acompanhar as novidades do universo musical.
Hoje a Studio Sol atende todo o território brasileiro com uma base de 5 milhões de usuários. São números que mantêm seus serviços na forma gratuita há mais de 20 anos, além de gerar um alcance promissor para as marcas que desejam anunciar nas plataformas digitais. Os aplicativos que a Studio Sol desenvolve são compatíveis com os principais sistemas operacionais da atualidade: iOS, Android e Windows Phone.
Por ser uma empresa de desenvolvimento de softwares voltados para o universo da música, a Studio Sol tem se adentrado no ramo de games digitais e criou o jogo A Palheta Perdida. Disponível para smartphones e tablets, o game ensina os acordes de violão para crianças, adolescentes e adultos que tenham interesse, ao mesmo tempo que treina a audição. 

## História
A trajetória da Studio Sol teve início quando o Cifra Club foi criado. Em 15 de novembro de 1996, em São Lourenço, sul de Minas Gerais, Gabriel Fernandes criou uma página de internet com 30 músicas que ele possuía em sua pasta de cifras. A página foi crescendo à medida que as pessoas enxergaram maior praticidade em compartilhar cifras de músicas pela web ao invés de revistinhas, prática que era comum na época. 
No início do ano 2000 Samuel Vignoli, que era um usuário do site e que morava em Belo Horizonte, propôs sociedade para o Gabriel Fernandes. Juntos, eles reformularam o layout do site do Cifra Club adquirindo, inclusive, domínio próprio. Sempre impulsionados pela vontade de oferecer a melhor experiência aos usuários, a reformulação rendeu prêmios nos anos seguintes e a empresa foi crescendo.
A ampliação aconteceu a ponto de surgirem outras marcas também ligadas a serviços musicais, até porque disponibilizar as cifras na internet era um movimento que não acabava somente na música tirada. Em 2003 outros dois grandes produtos da Studio Sol foram criados, que são o Palco MP3 e o Letras. Um foi movido pela oportunidade de oferecer uma plataforma digital capaz de divulgar os artistas que acessam o Cifra Club, outro pela chance de disponibilizar as letras das músicas que os usuários precisam saber para cantar enquanto tocam. 
Ainda em 2003 outros serviços foram desenvolvidos: Guitar Battle, Fórum Cifra Club e o Forme Sua Banda. O Guitar Battle foi um site criado para que músicos profissionais ou não profissionais disputassem entre si, postando as músicas que faziam e recebendo votos dos demais usuários. O Fórum Cifra Club continua em atividade, com pessoas de todo o Brasil conversando sobre dúvidas que possuem do universo da música, principalmente sobre formas de tocar e conservar um instrumento musical. O Forme sua Banda surgiu da possibilidade de centralizar em um site todos aqueles indivíduos que têm interesse em montar uma banda de música. 
Nesse mesmo período, a Studio Sol conquistou uma parceria que teve grande influência na manutenção técnica de infraestrutura e de divulgação dos produtos, que foi o Portal Terra. Após alguns anos a parceria mudou de protagonista e atualmente ela é com o R7 música, um dos maiores portais de informação do Brasil. 
Em 2008 a Studio Sol deu um grande passo no Cifra Club que foi o de começar a produzir aulas em formato de vídeo e disponibilizá-las em um canal próprio no YouTube. As aulas são dadas por instrutores formados em música e, com o tempo, elas passaram a ter uma didática única e humana para os espectadores. Estes esforços auxiliaram o Cifra Club a ser ainda mais conhecido no ensino de música no Brasil, aumento de usuários que ocorreu seguido do lançamento dos aplicativos Afinador e Metrônomo. 
Ao mesmo tempo os demais produtos da Studio Sol também não pararam de ganhar espaço na web, alcançando números expressivos de audiência. O Letras com seu site que disponibiliza as letras de músicas nos mais diversos estilos para quem tem curiosidade de saber e o Palco MP3 como o local eletrônico para que os artistas independentes do Brasil possam divulgar músicas de própria autoria. 
Em 2014, segundo dados do , a Studio Sol foi considerada a empresa brasileira líder em downloads de aplicativos, ultrapassando o marco de 40 milhões de downloads neste ano. Outro reconhecimento obtido foi o selo de "Top Desenvolvedor" do Google Play, selo que é dado pelo Google para empresas comprometidas a divulgar aplicativos inovadores e de alta qualidade.  
Os apps continuaram indo além dos recordes e em 2016 a Studio Sol foi uma das empresas que tiveram mais downloads de apps (somando de iOS com Android) no Brasil, ficando ao lado de marcas como o Facebook e Google, como apontou um estudo feito pela App Annie. 
Em outro levantamento de dados criado pela App Annie, foi verificado que o Palco MP3 é o 6° aplicativo de música mais baixado do mundo no Google Play, considerando o período de janeiro de 2012 a março de 2016. Tal posição foi ocupada, portanto, pela Studio Sol como a única empresa brasileira presente no ranking. 
Na apresentação do Keynote do Firebase Dev Summit 2017, a Studio Sol foi citada pela parceria que possui com o uso das ferramentas do Firebase. E até o momento da escrita deste artigo, os principais produtos da empresa, Cifra Club, Palco MP3 e Letras.mus.br foram destaque em uma das apresentações do Google I/O 2018. 

## Sedes
A Studio Sol teve sua primeira sede situada na rua Ourissanga, região leste de Belo Horizonte e à medida que a empresa foi crescendo, ela transferiu seu escritório para uma das sedes atuais que é na Rua Fernandes Tourinho, região centro-sul da capital mineira, muito conhecida como Savassi pelos moradores da cidade. 
A sede na Savassi é onde hoje funciona o estúdio de música e vídeo. Nela são realizadas e gravadas as aulas do Cifra Club, além de todo tipo de ações e atividades que acontecem como a captação das imagens junto aos instrutores até a edição e divulgação das mesmas nas redes sociais da marca. Por muitos anos os demais produtos também atuaram neste local. 
Atualmente a equipe de desenvolvimento do Cifra Club e os produtos Palco MP3, Ouvir Música e Letras atuam nas sedes que ficam na rua Paraíba, também região centro-sul de Belo Horizonte. Elas estão no edifício Renaissance Work Center, um dos recentes prédios inteligentes que foram construídos na cidade. 
O Renaissance possui iluminação de baixo consumo, alta performance de LED e sistema de antecipação de chamadas nos oito elevadores. A água pluvial é aproveitada para irrigação dos jardins. É uma construção totalmente automatizada e feita para empresas com intuitos sócio-responsáveis. 
No 7º andar do prédio está o Letras, plataforma digital que hoje possui mais de 2,5 milhões de letras de músicas em seu acervo e que oferece outros tipos de experiências para seus usuários, como traduções, clipes de vídeo, fotos e álbuns de artistas nacionais e internacionais. A comunidade que a marca tem criado é bem vasta, desde 2003. 
No 22º andar do Renaissance funcionam os times de desenvolvimento, design, relacionamento com usuários e artistas, administrativo, recursos humanos e marketing dos produtos Cifra Club, Palco MP3, Ouvir Música e A Palheta Perdida. O escritório foi todo pensado considerando o conforto do funcionário, possui tecnologia de ponta aplicada na infraestrutura e nas diversas tipologias que constituem o ambiente de trabalho como um todo. 
Quem assina o projeto arquitetônico do 22º andar é a Todos Arquitetura e o Estúdio Guto Requena, que captaram o conceito que rege os produtos de tecnologia da empresa, a música e a partir dele conceberam o escritório. Instrumentos musicais e objetos que remetem às ondas sonoras se misturam ao longo da sede.
A construção resultou em soluções sempre sustentáveis para as equipes da empresa terem à disposição ao longo do dia, e este fato repercutiu em reconhecimento de instituições voltadas para a causa socioambiental. A construção do 22º andar recebeu a  (Leadership in Energy and Environmental Design) por suas soluções energéticas, desde a iluminação até os eletrodomésticos e computadores. 

## Prêmios e citações de destaque
1. Em 2014 foi considerada a empresa brasileira líder em downloads de apps, segundo [5] feita pela App Annie Index.
2. Ganhou o Prêmio Mineiro de Música Independente organizado pelo Santuário do Bom Jesus de Matosinhos de Congonhas pelos 30 anos de Patrimônio Mundial.
3. Em 2015 recebeu o selo de Top Developer Google Play, reconhecimento dado às empresas que desenvolvem aplicativos inovadores e de alta qualidade.
4. Em 2016 foi uma das empresas com mais apps baixados no Brasil, ao lado de gigantes como Facebook e Google. Além disso, os aplicativos tiveram 49 milhões de downloads, como apontou estudo da App Annie.
5. Ganhou a Placa [6] (Leadership in Energy & Environmental Design) pelo projeto arquitetônico sustentável do 22º andar no Edifício Renaissance.
6. Em 2017 a Studio Sol foi considerada uma das empresas com mais downloads de apps (iOS + Android) no Brasil segundo Retrospectiva App Annie Index.
7. Apareceu na lista de homenageados no [7] - a Todos Arquitetura venceu o prêmio com o projeto arquitetônico do 22º andar do Renaissance.

## Produtos antigos
A Studio Sol criou sites que fizeram sucesso por um tempo, como o Flog Brasil, Floguxo e Brasil Flog. Foi na época em que a maioria das pessoas possuía um Flog para compartilhar fotos na internet. 
Nos tempos do Orkut foram desenvolvidos alguns aplicativos, como o Minha Música, que teve alto índice de downloads e permitia que os usuários enviassem uma música para o próprio perfil, além da personalização de tema da página por meio de cores e imagens.
Os aplicativos para times de futebol, desenvolvidos na mesma época, foram produtos que proporcionavam uma carteirinha virtual do time para cada pessoa que instalasse o aplicativo. Neles havia um ranking de maiores torcidas, funcionalidade que ajudou na viralização dos aplicativos, foram mais de 50 milhões de pessoas que utilizaram o produto.